# 1965 en mathématiques
| Années des mathématiques : 1962 - 1963 - 1964 - 1965 - 1966 - 1967 - 1968    |
| Décennies des mathématiques : 1930 - 1940 - 1950 - 1960 - 1970 - 1980 - 1990 |

Cet article présente les faits marquants de l'année 1965 en mathématiques.

## Évènements
- 1er mai : les mathématiciens américains Cooley et Tukey publient leur article fondamental sur la transformée de Fourier rapide[1].

## Naissances
- 5 janvier : Lisa Jeffrey, mathématicienne canadienne.
- 17 janvier : Rosa García García, mathématicienne espagnole.
- 22 janvier : Fabien Morel, mathématicien français.
- 18 février : Matsumoto Makoto, mathématicien japonais.
- 9 mars : Claire Mathieu, mathématicienne française.
- 21 mars : Giovanni Alberti, mathématicien italien.
- 30 avril : Dorina Mitrea, mathématicienne roumano-américaine.
- 9 mai : Karen Smith, mathématicienne américaine.
- 22 juin : George Marinescu, mathématicien roumain.
- 25 juin : Emmanuel Ullmo, mathématicien français.
- 29 juin : Albert Cohen, mathématicien français.
- 13 août : Loïc Merel, mathématicien français.
- 26 août : Marcus du Sautoy, mathématicien britannique.
- 16 octobre : Zhi Hong Sun et Zhi Wei Sun, mathématiciens chinois jumeaux.
- 22 octobre : Henri Darmon, mathématicien canadien d'origine française.
- 24 novembre : Zoltán Szabó, mathématicien hongro-américain.
- 10 décembre : Niels Ferguson mathématicien, cryptologue néerlandais.
- 12 décembre : Kefeng Liu, mathématicien chinois.
- Andrea Bertozzi, mathématicienne américaine.
- Mikko Kaasalainen (mort en 2020), mathématicien finlandais.
- Rachel Kuske, mathématicienne canado-américaine.
- Kathleen Okikiolu, mathématicienne britannico-nigériane.
- Jacques Patarin, mathématicien et cryptologue français.
- Guofang Wei, mathématicienne sino-américaine.

## Décès
- 21 janvier : Jean Favard (né en 1902), mathématicien français.
- 2 février : 
  - Kurt Heegner (né en 1893), mathématicien, physicien et ingénieur allemand.
  - George Neville Watson (né en 1886), mathématicien britannique.
- 11 mars : Yachita Tsuchihashi (né en 1866), prêtre jésuite japonais, astronome, mathématicien, sinologue et lexicographe japonais.
- 22 mai : Frans-H. van den Dungen (né en 1898), mathématicien belge.
- 14 juin : José Barinaga (né en 1890), mathématicien espagnol.
- 14 juillet : Matila Ghyka (né en 1881), poète, romancier, ingénieur électrique, mathématicien, historien, militaire, avocat et diplomate roumain.
- 28 août : Giulio Racah (né en 1909), physicien et mathématicien italo-israélien.
- 7 octobre : Jesse Douglas (né en 1897), mathématicien américain.
- 15 octobre : Abraham Adolf Fraenkel (né en 1891), mathématicien allemand puis israélien.
- 18 novembre : Frank Wilcoxon (né en 1892), statisticien et chimiste américain.
- 26 novembre : Hilda Phoebe Hudson (née en 1881), mathématicienne britannique.
- 29 décembre : Tibor Radó (né en 1895), mathématicien hongrois, émigré aux États-Unis.